# 汤米·谢尔比
汤米·谢尔比（OBE DCM MM MP），是一名在BBC電視劇《浴血黑帮》中的虛構角色，由爱尔兰演员基利安·墨菲飾演。汤米·谢尔比是来自伯明翰的一个吉普赛家庭，他是参加第一次世界大战的英军退伍军人。汤米·谢尔比的故事主要围绕着他自1919年与格蕾丝（安娜贝拉·沃丽丝饰演）邂逅以来，同坎贝尔探长（森·尼尔饰演）的激烈交锋而展开。谢尔比与犹太裔黑帮首领艾尔菲·索罗门斯（汤姆·哈迪饰演）之间亦敌亦友的关系，也是该剧情节展开的重要组成部分。

## 靈感來源

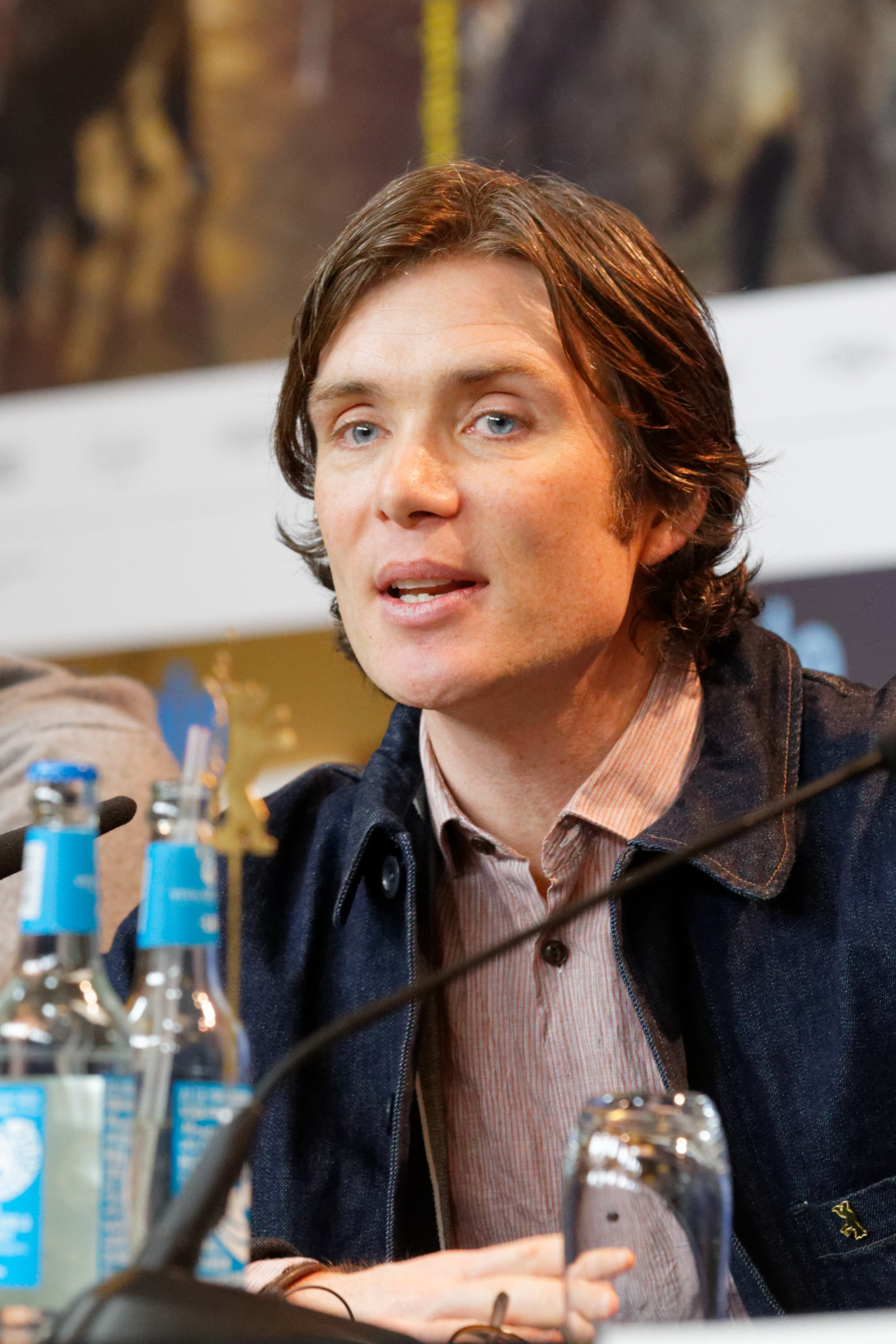
爱尔兰演员基利安·墨菲在《浴血黑帮》中饰演汤米·谢尔比

演员基利安·墨菲曾表示有兴趣扮演更多的电视剧角色，他说：“那些具有标志性的美国电视剧一直在荧幕上重复播放，我们观看了其中一些收视率高的节目，每个人都意识到了这一点，我认为BBC也意识到了这一点。因此我很期待能读到他们的一些好的剧本，而《浴血黑帮》恰是我收到的第一批电视剧本。” 墨菲承认，当他最初看剧本时，他甚至不知道剃刀党是什么。杰森·史塔森最初是导演史蒂芬·奈特的首选，他解释说：“我在洛杉矶时听闻他们两人谈论过谢尔比一角的扮演人选，当时属意于杰森。”但奈特最终还是选择了由墨菲出演汤米·谢尔比这一角色。
尽管该系列中的许多角色都是基于现实生活中的历史人物，但大多数剃刀党成员都是完全虚构的，并且是由奈特创作的。汤米·谢尔比是来自伯明翰的一个英裔吉普赛黑帮。墨菲通过花时间研究吉普赛人的文化与习俗来为这个角色做准备。谢尔比是第一次世界大战中幸存的老兵，由于他在战争期间的经历而患有创伤后压力症候群，这一症状所导致的痛苦始终伴随着他。谢尔比在该剧中采用底切发型，这也是其人气来源之一 。